# Matelot (zespół muzyczny)
Matelot – polska grupa folk rockowa wykonująca muzykę autorską inspirowaną folkiem celtyckim, grająca również szanty.

## Skład zespołu
- Paweł Szymiczek – wokal, gitara dwunastostrunowa, gitara elektryczna, flety, dudy;
- Wojtek Polesiak – akordeon guzikowy, instrumenty klawiszowe, wokal;
- Tomasz Glinka – gitara basowa, wokal;
- Jarek Piątkowski – perkusja;

## Dyskografia
- ...the best off (2008)
  1. Okryty mgłą (1:22)
  2. Widzę Cię Tam (2:59)
  3. Harpun (3:27)
  4. Spódniczka w szkocką kratę (4:23)
  5. Bitwy dzień (3:08)
  6. Jest w Twoich oczach (3:59)
  7. Przejście północ-zachód (5:11)
  8. Sztormu śpiew (2:55)
  9. Latarnia (3:24)
  10. Ojcze Wietrze (4:14)
  11. Mroźny wicher[3:20)
  12. To była stara drewniana łódź (4:35)
  13. W Irlandii stronę (7:06)

- DEMO
  1. Intro (1:19)
  2. Portowy burdel (3:46)
  3. Sztormu śpiew (3:02)
  4. Widzę Cię Tam (3:12)
  5. Ojcze Wietrze (4:32)
  6. Trzy motyle (4:36)